# Monte Castelo (Santa Catarina)
Monte Castelo è un comune del Brasile nello Stato di Santa Catarina, parte della mesoregione del Norte Catarinense e della microregione di Canoinhas.